# Cartigny, Genève
Cartigny är en ort och kommun i kantonen Genève, Schweiz. Kommunen har 1 046 invånare (2023).